# Casa Nova (kommun)
Casa Nova är en kommun i Brasilien.   Den ligger i delstaten Bahia, i den östra delen av landet, 1 000 km nordost om huvudstaden Brasília. Antalet invånare är 72 545.
Omgivningarna runt Casa Nova är huvudsakligen savann. Runt Casa Nova är det glesbefolkat, med 8 invånare per kvadratkilometer.